# Rudolf Hartung (Politiker)
Rudolf Hartung (* 7. April 1948 in Hilden; † 7. Dezember 2020 in Bonn) war ein deutscher Politiker (SPD). 

## Leben
Nach dem Abitur in Düsseldorf studierte Hartung Germanistik, Geschichte und Philosophie an der Universität zu Köln.

### Politische Funktionen
Rudolf Hartung war 1972 Vorsitzender des Allgemeinen Studierendenausschusses (AStA) an der Universität zu Köln als Teil der Unabhängigen Hochschulinitiative (UHI, seit 1971), die später zur Juso-Hochschulgruppe wurde (Die SPD hatte sich von SDS und dann SHB distanziert), und von 1973 bis 1977 ehrenamtlicher Bundesgeschäftsführer der Juso-Hochschulgruppen. Zwischen 1975 und 1976 amtierte er als Vorsitzender der Vereinigten Deutschen Studentenschaften (VDS). Zuvor war Hartung Referent beim Verband Deutscher Studentenschaften in Bonn. Von 1977 bis 1982 hatte er das Amt des Bundessekretärs der Jungsozialisten in der SPD inne (Vorsitzende Klaus Uwe Benneter, Gerhard Schröder, Willi Piecyk). Zwischen 1982 und 1984 war Rudolf Hartung als Bundesvorsitzender der Jungsozialisten tätig, seit 1984 als Mitarbeiter beim SPD-Parteivorstand. Von 1993 bis 1998 arbeitete er als Landesgeschäftsführer der SPD Berlin. Zwischen 1998 und 2003 war Hartung Koordinator beim SPD-Vorstand für Großstadt-Wahlen. Von 2003 bis 2013 war er im SPD-Landesverband NRW tätig.
Hartung starb im Dezember 2020 im Alter von 72 Jahren in Bonn. Er wurde in Düsseldorf-Himmelgeist beigesetzt.